# Anas bahamensis
Anas bahamensis е вид птица от семейство Патицови (Anatidae).

## Разпространение
Видът е разпространен в Ангуила, Антигуа и Барбуда, Аржентина, Аруба, Американските Вирджински острови, Бахамските острови, Барбадос, Боливия, Бонер, Синт Еустациус, Саба, Бразилия, Британските Вирджински острови, Венецуела, Гвиана, Доминика, Доминиканската република, Еквадор, Кайманови острови, Колумбия, Куба, Кюрасао, Мартиника, Монсерат, Парагвай, Перу, Пуерто Рико, Сейнт Китс и Невис, Сейнт Лусия, Сейнт Винсент и Гренадини, Сен Мартен, Суринам, САЩ, Тринидад и Тобаго, Търкс и Кайкос, Уругвай, Френска Гвиана, Хаити и Чили.